# 尾関陸
尾関 陸（おぜき りく、1992年12月21日 - ）は、日本の元俳優。栃木県出身。元ホリプロ所属。

## 人物
- 2010年、ホリプロ50周年企画「身毒丸」オーディションにて特別賞を受賞したのち同事務所に所属。
- 趣味は映画観賞、特技は空手、テニス、野球[2]。
- 自身の人生を変えるきっかけとなった恩人[3]の蜷川幸雄から演技についてコメントがある[2]。
- 2021年5月31日、所属するホリプロからの退社と芸能界引退を発表した[1]。

## 出演

### 舞台
- 身毒丸（2011年8月26日 - 9月6日、天王洲 銀河劇場）- 身毒丸 役 ※アンダースタディ[4]
- シェイクスピア・シリーズ　第26弾「トロイラスとクレシダ」（2012年8月17日 - 9月30日、彩の国さいたま芸術劇場 大ホール 他） - ディオメデスの召使い・兵士 役[5]
- 家康と按針（2012年12月1日 - 2013年2月9日、KAAT神奈川芸術劇場 他）[6]
- 飛龍伝21 ～殺戮の秋〈いつの日か、白き翼に乗りて〉（2013年10月5日 - 20日、青山劇場）- 泊 役[7]
- サロメ（2014年2月19日 - 23日、東京芸術劇場 シアターウエスト）[8]
- 新・幕末純情伝（2015年1月7日 - 11日、新国立劇場 小劇場）- 山南敬助 役[9]
- ミュージカル「ハートの国のアリス」（2015年2月4日 - 11日、全労済ホール/スペース・ゼロ）- ペーター＝ホワイト 役[10]
- ミュージカル『テニスの王子様』3rdシーズン - 柳沢慎也 役[11]
  - 青学vs聖ルドルフ （2015年9月5日 - 11月3日、TOKYO DOME CITY HALL 他）[12]
  - 青学vs山吹 （2015年12月24日 - 2016年2月21日、TOKYO DOME CITY HALL 他）[13]
  - TEAM Live St.RUDOLPH （2016年3月17日・19日・29日・31日・4月2日、AiiA 2.5 Theater Tokyo 他）[14]
  - Dream Live 2016（2016年5月13日 - 15日・20日 - 22日、パシフィコ横浜国立大ホール 他）[15]
  - 秋の大運動会 2019（2019年10月8日 - 9日、横浜アリーナ）[16]
  - Thank-you Festival 2020（2020年2月29日、カルッツかわさき ホール）※本人として登壇[17][18]
- 朗読劇「僕とあいつの関ヶ原」（2016年7月7日 - 9日、天王洲 銀河劇場）- 松平忠吉 役 ※紫陽花・青竹の両チームに出演[19]
- 若様組まいる（2016年8月7日 - 14日、天王洲 銀河劇場）- 佐久間一義 役[20]
- WBB vol.11 スペーストラベロイド（2016年12月3日 - 11日、赤坂RED/THEATER）- 八木沼 役[21][22]
- 舞台「昆虫戦士コンチュウジャー」 - タートル軍曹 役[23]
  - 舞台「昆虫戦士コンチュウジャー 〜ただの再演じゃ終わらない、そうだろみんな！？〜」（2017年5月10日 - 18日、あうるすぽっと）[24]
  - 舞台「昆虫戦士コンチュウジャー2～激突！恐怖の戦士、ネオコンチュウジャー！～」（2017年8月12日 - 20日、全労済ホール/スペース・ゼロ）[25]
- ミュージカライブ『アンプラネット―ボクの名は―』（2017年6月8日 - 18日、紀伊國屋ホール）- ホセ・ライナス 役[26]
- 『池袋ウエストゲートパーク SONG&DANCE』（2017年12月23日 - 2018年1月21日、東京芸術劇場 シアターウエスト 他）- 斎藤富士夫（サル）役[27]
- シラノ・ド・ベルジュラック（2018年5月15日 - 30日・6月8日 - 10日、日生劇場 他）[28]
- 劇団た組。第十七回公演 貴方なら生き残れるわ（2018年11月21日 - 25日、彩の国さいたま芸術劇場 小ホール）- 川野達也 役[29]
- プラトーノフ（2019年2月1日 - 17日、東京芸術劇場 プレイハウス 他）- キリール役[30]
- 『銀牙-流れ星 銀-』- ハイエナ 役[31][32]
  - 〜絆編〜（2019年7月6日 - 15日、天王洲 銀河劇場 / 7月20日 - 21日、AiiA 2.5 Theater Kobe）[31]
  - 〜牙城決戦編〜（2020年10月22日 - 11月1日、天王洲 銀河劇場）[32]
- えんとつ町のプペル THE STAGE（2020年1月21日 - 26日、AiiA 2.5 Theater Kobe / 1月30日 - 2月5日、天王洲 銀河劇場） - べラール 役[33]
- ブロードウェイミュージカル『ピーターパン』（2020年8月2日 - 12日、東京公演：東京建物 Brillia HALL / 8月16日、大阪公演：梅田芸術劇場メインホール / 8月22日・23日、静岡公演：アクトシティ浜松 大ホール / 8月25日・26日、愛知公演：御園座 / 8月29日・30日、岩手公演：北上市文化交流センター さくらホール 大ホール / 9月5日・6日、神奈川公演：相模女子大学グリーンホール） - 海賊 役 ※公演中止[34][35]

### 映画
- 忍たま乱太郎（2011年7月、ワーナー・ブラザース映画） - 七松小平太 役
- 蒼箏曲（2012年8月） - 先生 役
- 悪の教典（2012年10月、東宝） - 渡会健吾 役
- 疾風・虹丸組（2013年1月） - 咲崎翼 役
- 青鬼（2014年7月） - タケシ 役
- 燐寸少女（2016年5月） - 亀山翔吾 役
- アヤメくんののんびり肉食日誌（2017年10月） - 高山先輩 役
- ちょっとまて野球部!（2018年1月）

### テレビドラマ
- 福岡恋愛白書7 ふたつのLove Story（2012年、九州朝日放送） - 堀内司 役
- 事件救命医〜IMATの奇跡〜（2013年6月、テレビ朝日系） - 三島治 役
- 明日もきっと、おいしいご飯〜銀のスプーン〜（2015年6月、東海テレビ制作・フジテレビ系） - 斎木智 役
- 刑事7人 第2シリーズ 第1話（2016年7月、テレビ朝日系） - 田口 役
- 刑事7人 第4シリーズ 第6話（2018年8月14日、テレビ朝日系）
- 剣客商売 手裏剣お秀（2018年12月21日、フジテレビ系）
- さすらい署長 風間昭平14（2019年、テレビ東京・BSテレビ東京共同制作） - 水島誠
- 歪んだ波紋 第1話・第5話・第7話・第8話（2019年、NHK BSプレミアム） - 佐久間健 役

### テレビ
- 特捜警察ジャンポリス（テレビ東京）  - ゲスト出演

### 雑誌
- BEST STAGE 2012年9月号（2012年7月27日発売）
- newbie!stage 02（2015年6月29日発売）
- TVぴあ（2015年10月21日発売）
- POTATO 3月号（2016年2月5日発売）
- Sparkle VOL.26（2016年4月30日発売）